# MANDAN
『MANDAN』（マンダン）は、九州朝日放送（KBCラジオ）の『KBCホークスナイター』のクッション番組を兼ねた、福岡ソフトバンクホークス応援番組である。2024年4月2日放送開始。

## 概要
この番組は福岡を中心に九州で活動するホークスファンのお笑いタレント3組が日替わりで、その日のホークス戦の振り返りを紹介する。
なお、番組タイトルの『MANDAN』とは、「くつろいだ気分でする“とりとめもない話”」の「漫談」と「トークの満塁ホームラン」である「満弾」を掛けている。

## 放送時間

### 2024年度ナイターイン
- 基本の放送時間：火曜 - 金曜 21:00-22:00（当日のホークスナイターで放送される試合の展開により放送開始時間が調整される場合がある。）
- ホークス戦が移動日やデーゲームである場合・ホークス戦中止後の予備カードも含めての全試合中止である場合：火曜 - 金曜 17:55-22:00

#### 備考
- ホークス戦が雨天中止である場合は、『STVファイターズLIVE』で中継される北海道日本ハムファイターズ戦、『TBCパワフルベースボール』で中継される東北楽天ゴールデンイーグルス戦（火曜日を除く）、NRNナイターの全国放送指定カードのうちのいずれかから順次予備カードを補填するが、この場合も試合の展開により放送開始時間が調整される場合がある。
- ホークス戦が移動日やデーゲームの場合は他にナイターが組まれていた場合でもNRNナイターの指定カードは原則放送しない。また、前もって全試合ともデーゲームか移動日でナイターが1試合も行われない日、ならびに予備カードを含め全試合中止となった場合のNRNナイターの共通予備番組である『サウンドコレクション』についても原則放送はしない。

### 2024年度ナイターオフ
- 火曜 - 金曜 17:55-22:00（2024年10月2日から、途中、18:45-19:00の放送枠で文化放送制作の『みんなの音楽室』を内包。）

## パーソナリティ
☆印のあるものは、「LBレコード」からの続投。
★印のあるものは、「DAN!DAN!DAN!」からの続投。
| 期間         | 期間               | 火曜日        | 水曜日                        | 木曜日               | 金曜日              |
| ------------ | ------------------ | ------------- | ----------------------------- | -------------------- | ------------------- |
| 2024.04 - 09 | ホークス戦がある時 | ★チムニー     | ハニー                        | ★とらんじっと        | ★☆ハニー            |
| 2024.04 - 09 | ホークス戦がない時 | ☆ブルーリバー | ハニー                        | ☆とらんじっと 川崎優 | ★☆ハニー            |
| 2024.10 -    | 2024.10 -          | ブルーリバー  | 永松文太 アイタカーリポーター | ハニー               | ハニー きょんちゃん |
| 2025.04 - 09 | ホークス戦がある時 | チムニー      | ハニー                        | ハニー               | ハニー              |
| 2025.04 - 09 | ホークス戦がない時 | ブルーリバー  | ハニー                        | ハニー               | ハニー              |

## 受賞歴
- 第62回（2024年度）ギャラクシー賞ラジオ部門・大賞（2024年12月5日放送分）

この日の放送では「10万円の高級炊飯器で炊いたご飯はいったいどれだけおいしいのか?」というテーマで放送された。この受賞を受けて、2時間枠に再編集されたものが2025年6月28日に放送された。